# Consorci per al Desenvolupament Econòmic de les Illes Balears
El Consorci per al Desenvolupament Econòmic de les Illes Balears és un consorci (un ens públic) que depèn de la Conselleria de Comerç, Indústria i Energia. Va ser creat al 13 de maig del 2000 mitjançant el decret 74/2000 pel vicepresident i conseller d'Economia, Comerç i Indústria, Pere Sampol Mas i el president Francesc Antich Oliver. Mitjançant el Decret 82/2004, de 23 de setembre, es van fer una sèrie de modificacions de l'anterior decret (74/2000) sota la direcció del Partit Popular de Balears al Govern de les Illes Balears, essent Josep Juan Cardona conseller de Comerç, Indústria i Energia, i Jaume Matas Palou, president del govern. Això és publicà al BOIB Num. 135 de dia 28 de setembre de 2004.
Alguns dels seus objectius són:
- Afavorir la competitivitat, impulsant millores en els processos productius, en la qualitat i en les estratègies de promoció, per tal de reforçar les capacitats de negoci i la internacionalització dels sectors preferencials.
- Acompanya les iniciatives sectorials en la promoció dels seus productes a fires i actes de presentació.
- Promoure Plans Estratègics de Treball per a adequar la capacitat i el potencial de les empreses Balears als reptes de l'Europa del 2007.
- Reforçar i ampliar el posicionament empresarial de la indústria en els mercats de referència.
- Millorar el teixit productiu mitjançant ajuts directes previstos en els Decrets de Subvencions específiques a la iniciativa i a la millora contínua de les empreses.
- Actuar d'observatori de l'evolució de la indústria a les Illes Balears.